# Barentsøya
Barentsøya, đôi khi được gọi là đảo Barents, là một đảo thuộc quần đảo Svalbard, Na Uy, nằm giữa Edgeøya (Edgeøya) và Spitsbergen. Đảo Barents không có người cư trú thường xuyên. Đảo được đặt theo tên của nhà thám hiểm người Hà Lan Willem Barents (song ông chưa từng nhìn thấy hòn đảo), đảo là một phần của khu bảo tồn tự nhiên Søraust-Svalbard.
Barentsøya là một hòn đảo vùng Bắc Cực, khoảng 43 diện tích 1.288 kilômét vuông (497 dặm vuông Anh) bị phủ băng. Ở phía bắc, trong eo biển giưa Barentsøya và Spitsbergen, có hòn đảo Kükenthaløya. Ở phía nam, eo biển Freemansundet chia tách đảo Barents khỏi Edgeøya.